# 닐 모스
닐 모스(영어: Neal Morse)는 미국의 보컬 리스트이며 프로그레시브 메탈 밴드 트랜스아틀랜틱의 멤버로 잘 알려져 있다.